# Gojoe
Gojoe (jap. 五条霊戦記 Gojō reisenki) – japoński film sensacyjny z 2000 roku w reżyserii Sōgo Ishii.

## Opis fabuły
Wczesne średniowiecze. Wraz z dojściem do władzy klasy wojowników nadeszła krwawa epoka. Wojna między rodami Heike i Genji zakończyła się zwycięstwem Heike. Lud oczekiwał pokoju, lecz spadła nań zaraza i klęska. Nocna rzeź wojowników Heike na moście Gojoe w Kioto zrodziła obawy, że nękające stolicę nieszczęścia zbudzą demona.

## Obsada
- Tadanobu Asano – Shanao
- Masakatsu Funaki – Tankai
- Daisuke Ryū – Benkei
- Masatoshi Nagase – Tetsukichi
- Wui Sin Chong – Shōshinbō
- Jun Kunimura – Suzaku-hōgan
- Ryō Kase – Kamuro